# Muravlivka
Muravlivka  (ucraniano: Муравлівка) es una localidad del Raión de Izmail en el Óblast de Odesa de Ucrania. Según el censo de 2001, tiene una población de 1213 habitantes.

## Nombre
Este pueblo surgió gracias a los esfuerzos de los Cosacos-Viejos Creyentes. En 1742 se establecieron en el Danubio. Muravlevka debe su nombre a uno de los valientes cosacos, Kondrat Muravlev.